# Manoir de Chérizy
Le manoir de Chérizy (anciennement du Pavillon) est un manoir situé à Joué-lès-Tours (Indre-et-Loire) et inscrit aux monuments historiques le 5 juin 1972.